# Odarslövs socken
Odarslövs socken i Skåne ingick i Torna härad, uppgick 1967 i Lunds stad och området ingår sedan 1971 en del av Lunds kommun, från 2016 inom Torns distrikt.
Socknens areal är 15,57 kvadratkilometer varav 15,48 land. År 1949 fanns här 455 invånare. Svenstorps slott samt kyrkbyn Odarslöv med sockenkyrkan Odarslövs kyrka ligger i socknen. 

## Administrativ historik
Socknen har medeltida ursprung.
Vid kommunreformen 1862 övergick socknens ansvar för de kyrkliga frågorna till Odarslövs församling och för de borgerliga frågorna bildades tillsammans med Igelösa socken, Igelösa och Västra Odarslövs landskommun. Landskommunen uppgick 1952 i Torns landskommun som uppgick 1967 i Lunds stad som ombildades 1971 till Lunds kommun. Församlingen uppgick 1992 i Torna församling.
1 januari 2016 inrättades distriktet Torn, med samma omfattning som Torns församling fick 1992 och vari detta sockenområde ingår.
Socknen har tillhört län, fögderier, tingslag och domsagor enligt vad som beskrivs i artikeln Torna härad. De indelta soldaterna tillhörde Södra skånska infanteriregementet, Torna och Färs kompanier.

## Geografi
Odarslövs socken ligger nordost om Lund med Kävlingeån i norr. Socknen är en odlad slättbygd.

## Fornlämningar
Boplatser från stenåldern är funna. Från bronsåldern finns gravhögar.

## Namnet
Namnet skrevs i mitten av 1300-talet Wästre Ötherslef och kommer från kyrkbyn. Efterleden är löv, 'arvegods'. Förleden innehåller sannolikt mansnamnet Ottar/Otar..
Namnet skrevs på 1800-talet även Västra Odarslövs socken